# Saint-Urbain-Maconcourt
Saint-Urbain-Maconcourt és un municipi francès situat al departament de l'Alt Marne i a la regió del Gran Est. L'any 2007 tenia 647 habitants.

## Demografia

### Població
El 2007 la població de fet de Saint-Urbain-Maconcourt era de 647 persones. Hi havia 248 famílies de les quals 64 eren unipersonals (36 homes vivint sols i 28 dones vivint soles), 72 parelles sense fills, 92 parelles amb fills i 20 famílies monoparentals amb fills.
La població ha evolucionat segons el següent gràfic:
Habitants censats

### Habitatges
El 2007 hi havia 304 habitatges, 258 eren l'habitatge principal de la família, 32 eren segones residències i 13 estaven desocupats. 286 eren cases i 15 eren apartaments. Dels 258 habitatges principals, 198 estaven ocupats pels seus propietaris, 53 estaven llogats i ocupats pels llogaters i 7 estaven cedits a títol gratuït; 1 tenia una cambra, 8 en tenien dues, 27 en tenien tres, 87 en tenien quatre i 135 en tenien cinc o més. 206 habitatges disposaven pel capbaix d'una plaça de pàrquing. A 116 habitatges hi havia un automòbil i a 105 n'hi havia dos o més.

### Piràmide de població
La piràmide de població per edats i sexe el 2009 era:
| Homes | Edats   | Dones |
| ----- | ------- | ----- |
| 0     | 95 o +  | 0     |
| 0     | 90 a 94 | 0     |
| 4     | 85 a 89 | 8     |
| 4     | 80 a 84 | 0     |
| 4     | 75 a 79 | 16    |
| 16    | 70 a 74 | 20    |
| 8     | 65 a 69 | 16    |
| 28    | 60 a 64 | 16    |
| 24    | 55 a 59 | 24    |
| 20    | 50 a 54 | 24    |
| 16    | 45 a 49 | 20    |
| 40    | 40 a 44 | 20    |
| 16    | 35 a 39 | 32    |
| 8     | 30 a 34 | 12    |
| 32    | 25 a 29 | 24    |
| 32    | 20 a 24 | 16    |
| 32    | 15 a 19 | 24    |
| 16    | 10 a 14 | 36    |
| 16    | 5 a 9   | 24    |
| 8     | 0 a 4   | 20    |

## Economia
El 2007 la població en edat de treballar era de 423 persones, 306 eren actives i 117 eren inactives. De les 306 persones actives 276 estaven ocupades (167 homes i 109 dones) i 30 estaven aturades (13 homes i 17 dones). De les 117 persones inactives 30 estaven jubilades, 37 estaven estudiant i 50 estaven classificades com a «altres inactius».

### Ingressos
El 2009 a Saint-Urbain-Maconcourt hi havia 261 unitats fiscals que integraven 640 persones, la mediana anual d'ingressos fiscals per persona era de 16.678 €.

### Activitats econòmiques
Dels 14 establiments que hi havia el 2007, 2 eren d'empreses alimentàries, 5 d'empreses de construcció, 1 d'una empresa de comerç i reparació d'automòbils, 1 d'una empresa d'hostatgeria i restauració, 4 d'empreses de serveis i 1 d'una entitat de l'administració pública.
Dels 5 establiments de servei als particulars que hi havia el 2009, 1 era un taller de reparació d'automòbils i de material agrícola, 3 fusteries i 1 lampisteria.
L'únic establiment comercial que hi havia el 2009 era una fleca.
L'any 2000 a Saint-Urbain-Maconcourt hi havia 10 explotacions agrícoles que ocupaven un total de 1.113 hectàrees.

## Equipaments sanitaris i escolars
El 2009 hi havia una escola elemental.

## Poblacions més properes
El següent diagrama mostra les poblacions més properes.